# Alex Saint
Alex Saint (Orihuela, 28 de agosto de 1990) es una actriz, modelo, maquilladora y fotógrafa española, conocida por su papel como Sacha en la serie de Atresmedia Veneno y su secuela Vestidas de Azul.

## Primeros años
Alex sintió una gran fascinación por el maquillaje desde pequeña, especialmente a partir de su etapa en el colegio. Sin embargo, debido a su feminidad y sus gustos personales, Alex fue víctima de discriminación e incomprensión durante su infancia.

## Carrera
Como maquilladora ha trabajado con regularidad maquillando a artistas como la cantante Aitana, la actriz Ester Expósito y la influencer Dulceida, siendo amiga personal de estas.
Consiguió su primer papel en la serie de Atresmedia Veneno, que comenzó a emitirse el 29 de marzo de 2022, y en la cual interpretaba a Sacha, una de las amigas de Cristina La Veneno.
En 2023 fue revelada su participación en un papel protagonista para la secuela de Veneno, Vestidas de azul, regresando junta a algunas actrices del reparto original como Lola Rodríguez o Paca la Piraña.

## Filmografía

### Televisión
| año  | título           | papel        | notas        |
| ---- | ---------------- | ------------ | ------------ |
| 2020 | Veneno           | Sacha        | 4 episodios  |
| 2023 | Vestidas de azul | Sacha        | Protagonista |
| 2025 | Superestar       | Dómina Altea | 1 episodio   |